# Gus Kahn
Gus Kahn, född 6 november 1886 i Koblenz i Tyskland, död 8 september 1941 i Beverly Hills i Kalifornien i USA, var en amerikansk sångtextförfattare.

## Sånger
- Från källans djup jag längtar få av vattnet som livet mig ger, tonsatt melodin
- I Want Somebody To Cheer Me Up, diktat texten